# Fluidité de genre

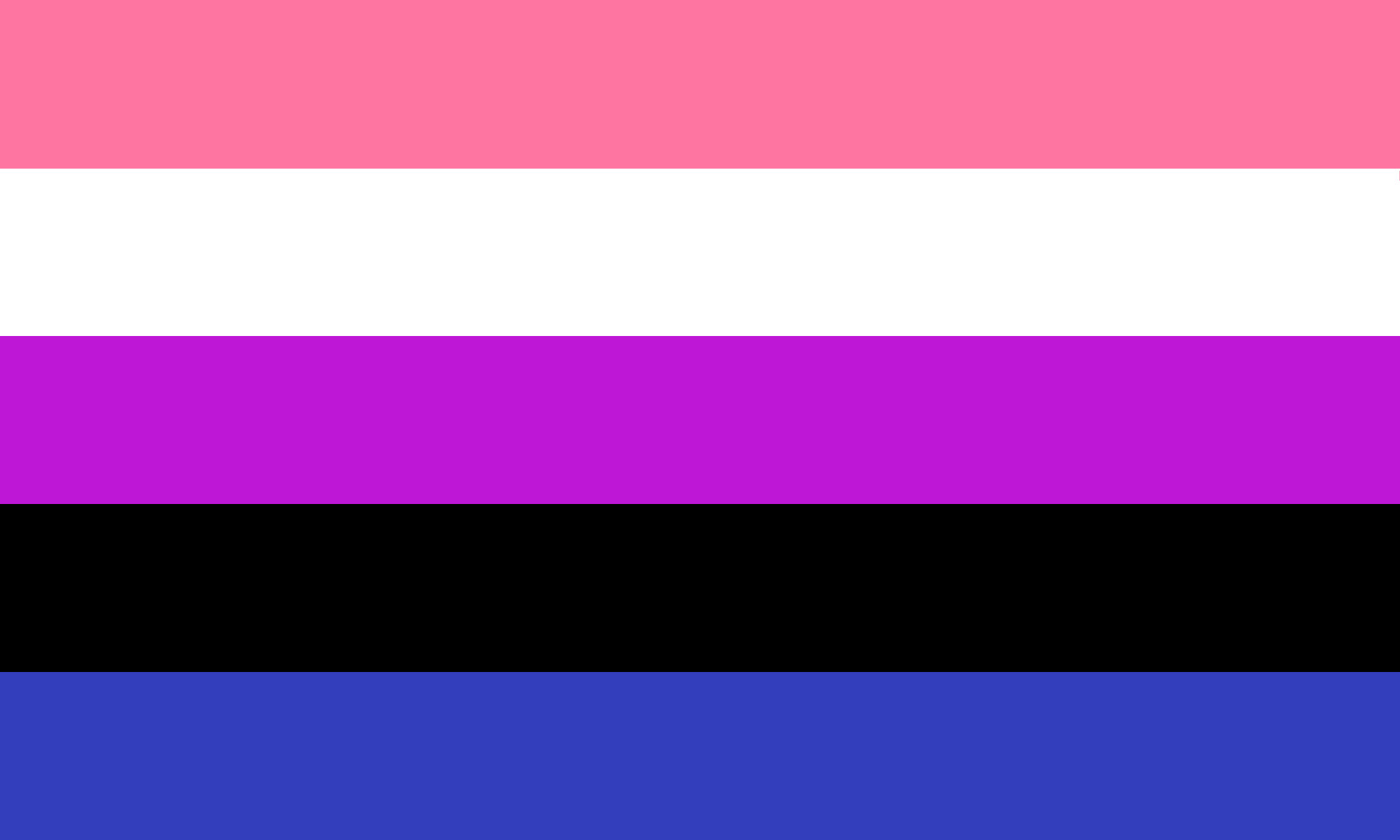
Drapeau pour la fluidité de genre.

La fluidité de genre désigne le fait, pour une personne, de sentir son genre varier au cours du temps. Ces fluctuations peuvent se produire au niveau de l'identité de genre ou de l'expression de genre. 
Une personne manifestant la fluidité de genre est généralement qualifiée de gender fluid, genderfluid, fluide, genre fluide. La fluidité de genre est une sous-catégorie de la non-binarité. Toutes les personnes qui ressentent ces variations de genre ne s'identifient pas nécessairement comme genderfluides.

## Appréhender la fluidité de genre
De manière générale et non spécifique à la fluidité de genre, l'identité de genre et l'expression de genre peuvent évoluer de manière indépendante. Ainsi, l'expression de genre d'une personne peut évoluer au cours du temps sans que la personne ne change le genre auquel elle s'identifie. 
« De genre fluide » se dit d'une personne dont l'expression de genre ou l'identité de genre peut varier. La fluidité de genre désigne toute personne qui ne se définit pas par un genre fixe. L'expression gender fluid peut se traduire par « genre fluide » ou « genre fluctuant ». L'expression s'applique à une situation où le genre d'une personne oscille entre, d'une part, féminin et masculin - soit ni tout à fait homme, ni tout à fait femme, ou à la fois homme et femme (bigenre) - d'autre part, entre l'un des deux précédents ou les deux et agenre (sans genre). Dans ce dernier cas on pourra parler de trigenrisme fluide. Cette situation peut être permanente ou temporaire. Il s'agit d'un type de non-binarité, queer. 
Deux des 7 479 (soit 0,03 %) des répondants à l'Australian Sex Survey, dans une enquête de recherche en ligne de 2016, se sont identifiés comme trigenre. Le trigenrisme étant une identité de genre non binaire dans laquelle les personnes évoluent entre les comportements de trois genres.
Les personnes qui vivent des changements de genre au cours du temps sont généralement appelées personnes « gender fluid » ou « fluides ». Mais toutes les personnes qui expérimentent ces variations de genre ne s'identifient pas nécessairement comme telles. D'après Sabra Katz-Wise, la fluidité de genre permet à des personnes d'explorer le genre avant de trouver une expression ou une identité de genre plus stable. Pour d'autres, la fluidité de genre peut continuer tout au long de la vie.
Selon plusieurs auteurs anglo-saxons, une personne de genre fluide peut donc fluctuer entre différentes expressions de genre au cours de sa vie ou exprimer simultanément plusieurs aspects de divers marqueurs de genre, ce qui relève, plus généralement, de la non-binarité. Les individus genderfluid peuvent, selon ces auteurs, s'identifier, simultanément ou temporairement, comme non binaires ou transgenres, ou également s'identifier au genre qui leur a été attribué.

## Fluidités, genre, pensée queer
Les termes « fluide », « fluidité », « flux », « fluctuant » et les descriptions qui se rapportent à cette même idée sont abondamment employés dans la littérature qui évoque les questions de genre.

### Fluidité chez l'enfant
Serge Hefez, psychiatre et psychanalyste, évoque ainsi, dans Transitions : Réinventer le genre (2022), la vie de l'enfant : 

« La question de la bisexualité psychique se joue dans la possibilité de fluidité, autour de la réceptivité et de la possession. Tous les bébés s'ébattent dans cette bisexualité dans la mesure où ils sont prêts à accueillir le monde et à l'affronter, tour à tour passifs et actifs, conquérants et observateurs. »

Selon cet auteur, « la remise en question actuelle de l'identité sexuelle et de genre peut et doit trouver des réponses dans un retour aux facultés de l'enfance. [...] Ce polymorphisme initial, avec ce qu'il comporte d'érotique du corps, de fluidité de genre, apparaît comme un facteur d'enrichissement personnel. »
Hefez évoque cette question dans Questions de genre : un dialogue entre Laurie Laufer et Serge Hefez (2022). Prenant l'exemple de certains petits garçons, il suppose qu'il y en a toujours eu pour dire : « Je ne suis pas un garçon, je suis une fille, je veux être une fille, je veux mettre des robes. » Cette parole a pu être entendue parce que, chez de jeunes adultes, a émergé la question du gender fluid, du queer, de la remise en question des identités sexuées. Il reste à savoir si cela concerne aussi la remise en cause des identités d'orientation sexuelle.

### Queer et fluide
Dans son essai Transitions, Hefez aborde la pensée queer en ces termes : 

« elle se rapproche au mieux de la psychanalyse quand elle ne dérive pas vers la normativité. Il s'agit de repenser l'identité au profit d'identifications fluctuantes, composites, plurielles, contradictoires. »

Dans Questions de genre, il reformule ainsi sa pensée : « La théorie queer vise à déconstruire la fixité des identités sexuées pour mettre en exergue la fluidité d'un jeu constant de construction/déconstruction, d'identités mobiles, possiblement contradictoires et toujours renouvelées. » Dans Transitions, il donne des exemples sur la « multiplicité identitaire des adolescents » en ces termes : 

« Chacun tente d'exprimer, au plus près, ce qu'il ressent, "tiens, aujourd'hui je désire une fille", puis le lendemain "tiens, non, je me sens plutôt amoureux de Thibault", ou "j'aurais bien voulu jouer la troisième dans ce petit couple", ou "je n'ai pas envie" et ils cherchent, et ils échangent sur les réseaux sociaux [...]. »

### Fluide, non-binaire et queer
Arnaud Alessandrin, 2023, remarque que « le terme de "non-binarité" peut parfois apparaître comme un terme parapluie renvoyant à une diversité d'expériences, d'identités ou de revendications qui, par leur fluidité, défont les traditions genrées. » Il rapproche, d'ailleurs, « non-binarité » et « fluidité », comme deux termes équivalents : « des personnes non-binaires ou gender fluid » ; il établit, par ailleurs, cette équivalence avec « queer » : « la visibilité des personnes queer, gender fluid ou non binaires. »
On peut remarquer qu'une étude — Mathieu Trachman, 2018 — citée par Alessandrin (2023), maintenait de nettes différences. Ainsi « fluide » se dit, dans cette étude, d'une personne dont l'identité de genre ou de sexualité est changeante ou non catégorisable. Tandis que « non-binaire » s'applique à une personne dont le genre ne se cantonne pas au genre binaire, homme / femme. Et, enfin, est « queer » une personne qui n'adhère pas à la vision binaire des genres et des sexualités et ne veut pas être catégorisée selon les normes imposées par la société. On voit que fluide, non-binaire et queer sont proches, mais que les nuances sont significatives, en particulier par le volontarisme des personnes queer. L'étude de 2018 portait d'ailleurs, en grande partie, sur des contestations produites par des personnes qui se définissent comme « non binaires » et où se manifestait le refus de plusieurs enquêtés de « mettre les gens dans des cases », que leurs expériences, vécues, devaient garder leur caractère flou. L'enquête de 2015, qui reprenait les identités LGBT seules, était donc dénoncée comme violente. 
On peut conclure de ce qui précède, avec ces variantes très importantes selon les spécialistes, que la mise en place de ce vocabulaire était toujours en cours, entre 2018 et 2023.

### Déconstruction des identités et des normes de genre
La synthèse produite par Barker et Scheele, Queer Theory : une histoire graphique  (2016, éd. fr. 2023) précise qu'il est possible de résister aux constructions sexuelles et genrées, entre autres, en « reconnaissant que le genre et la sexualité sont à la fois multiples et fluides, mais aussi en refusant de déployer une identité quelle qu'elle soit comme une base [...] ». Pour aller plus loin dans ce sens, Arnaud Alessandrin, 2023, indique, dans l'être non binaire, une posture politique à l’égard des normes de genre. Cette posture politique, militante, refuse non seulement le fait d'être assigné à une « identité » mais, bien souvent, conduit à un engagement associatif ou militant, physique ou numérique. L'une des personnes prise en compte dans cette étude s'exprime ainsi : « Le genre c’est politique. Y’a plein de gens qui reproduisent les normes hérétosexistes et cisgenres et ça leur pose pas de problème. Mais moi j’ai pas envie de cautionner ça. Etre non-binaire, ou gender fluide, comme tu veux, c’est dire non à ce système (tu peux écrire « cis » - « theme » me dit-iel en riant). »

### Sources (ordre chronologique)
- Serge Hefez et Laurie Laufer, Questions de genre : un dialogue entre Laurie Laufer et Serge Hefez, Ithaque, 2022, 105 p., 22 cm (ISBN 978-2-490350-3-08, SUDOC 266234593).
- Serge Hefez et Pascale Leroy (collaboration), Transitions : réinventer le genre, Librairie générale française (Le Livre de Poche), 2022 (1re éd. 2020), 284 p., 18 cm (ISBN 978-2-253-23840-9, SUDOC 262489317), (SUDOC 249875306) (2020).
- Clémentine Billé et Marion Dos Santos Clara, « Être gender fluid, ça veut dire quoi ? », Cosmopolitan,‎ 13 juillet 2022 (lire en ligne, consulté le 3 août 2023).
- Claire Pomarès, « Il, elle, iel… Les révolutions du genre [Hors-série : février-mars 2022] », Courrier international,‎ 31 janvier 2022 (lire en ligne, consulté le 31 juillet 2023), en ligne: début. Notons que la proposition évoquée page 48 n'a pas été adoptée. Elle aurait mis fin à la lutte contre l'homophobie en Australie et à tout ce qui offre une “culture d’inclusion” aux élèves et au personnel : (en) Michael McGowan, « ‘Targeted discrimination’: NSW government rejects Mark Latham’s trans bill », The Gardian. Australia,‎ 16 mars 2022 (lire en ligne, consulté le 28 décembre 2023).
- Eli Kappo (19 ans), « Témoignage : Une identité sexuelle fluide, féminine et masculine à la fois », Courrier international, numéro spécial « Il, elle, iel… Les révolutions du genre »,‎ 31 janvier 2022 (lire en ligne, consulté le 31 juillet 2023), en ligne: début.
- (en-US) Sabra Katz-Wise, « Gender fluidity: What it means and why support matters », sur Harvard Health Blog, 3 décembre 2020 (consulté le 4 août 2023)
- Willems Geoffrey, « Le genre non binaire et fluide consacré par la Cour constitutionnelle : faut-il flexibiliser ou abolir l’enregistrement civil du sexe ? (obs. sous Cour const. (b.), arrêt no 99/2019, 19 juin 2019) », Revue trimestrielle des droits de l'Homme, vol. 124, no 4,‎ 2020, p. 895-920 (lire en ligne, consulté le 23 décembre 2023) (en ligne sur Cairn Info: présentation + payant). Concerne la Belgique, uniquement.
- Catherine Vincent, « Le genre gagne en fluidité [Article réservé aux abonnés] », Le Monde,‎ 10 juillet 2019 (lire en ligne, consulté le 31 juillet 2023)
- Thierry Goguel d'Allondans, Ados LGBTI : Les mondes contemporains des jeunes lesbiennes, gays, bisexuel(le)s, transgenres, intersexes, Chroniques sociales (Lyon), 2017, 230 p. (ISBN 978-2-7637-3171-1), p. 23
- Meg-John Barker et Jules Scheele, Queer theory, une histoire graphique, La Découverte, 2023 (1re éd. 2016), 175 p. (ISBN 978-2-348-07845-3, SUDOC 268884897).
- (en) Lauren Booker, « What it means to be gender-fluid », sur CNN, 13 avril 2016 (consulté le 1er août 2023)
- (en) Sabra Katz-Wise (psychologue du développement, developmental psychologist), « Sexual fluidity in young adult women and men: associations with sexual orientation and sexual identity development », Psychology & Sexuality, vol. 6, no 2,‎ 2015 (lire en ligne, consulté le 3 août 2023).
- Serge Hefez et Valérie Peronnet (collaboration), Le nouvel ordre sexuel : pourquoi devient-on fille ou garçon ?, Kero, 2013, 231 p., 22 cm (ISBN 978-2-36658-003-7, SUDOC 16488355X, lire en ligne), p. 188, sur la fluidité de genre, et (SUDOC 171586980) ; (en ligne: présentation. Il y est question de: "combien de genres ?").